# John Leguizamo
Jonathan Alberto "John" Leguizamo (Bogotá, Colòmbia, 22 de juliol de 1964) és un comediant i actor estatunidenc amb una reeixida carrera tant en el vessant humorista com en el d'actor en pel·lícules.

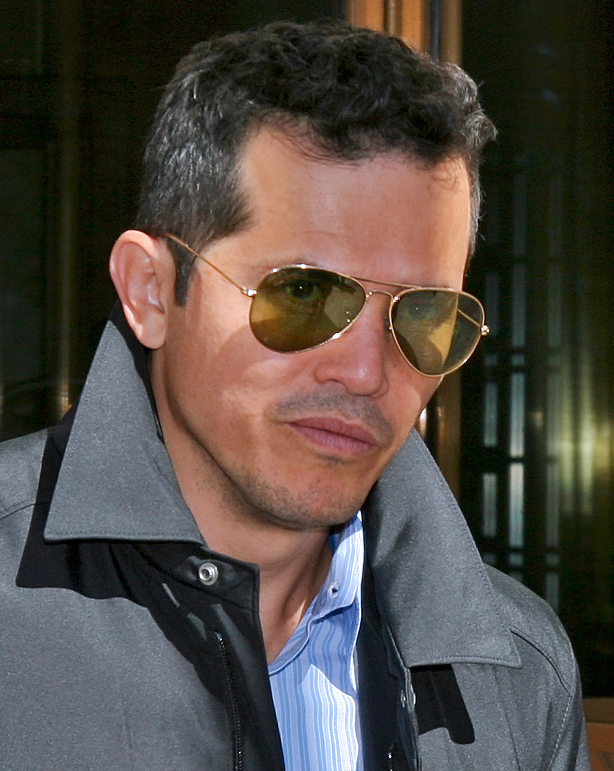
Leguizamo en el Festival Internacional de Cinema de Toronto de 2007

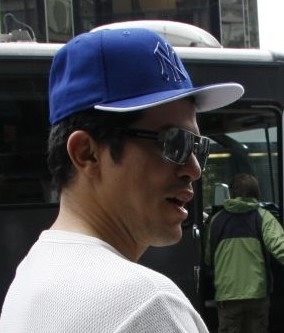
John Leguizamo

## Primers anys
John Leguizamo va néixer a Bogotà, Colòmbia. El seu pare, Alberto Leguizamo, i la seva mare, anomenada Luz, també van néixer a Colòmbia. Segons Leguizamo, el seu avi patern és d'ascendència porto-riquenya i el seu avi matern, d'ascendència libanesa. S'ha definit com a amerindi i mestís.
El seu pare va ser en algun moment aspirant a director de cinema i va estudiar a la Universitat de Salamanca, però finalment va abandonar la carrera a causa de la falta de diners. Quan Leguizamo tenia quatre anys, la seva família va emigrar als Estats Units i va viure en diversos barris de Queens a la ciutat de Nova York, com Jackson Heights. Leguizamo va anar a la Joseph Pulitzer Middle School i després a la Murry Bergtraum High School. Com a estudiant en la Murry Bergtraum, Leguizamo va escriure material còmic i ho va provar amb els seus companys de classe. Va ser votat com el "més parlador" pels seus companys. Després de graduar-se en la secundària, Leguizamo va entrar a la Long Island University C.W. Post Campus, on va fer classes de teatre.

## Primers papers
Leguizamo va començar com a comediant en viu en el circuit de clubs de Nova York. El 1984, va debutar en la televisió amb un petit paper en la sèrie Miami Vice. Altres dels seus papers són: com a extra en el videoclip de "Borderline" de Madonna, on interpreta a un amic del promès de la cantant; i pel·lícules com Mixed Blood (1985), Cors de ferro (1989), Die Hard 2 (1990), Hangin' with the Homeboys (1991), A propòsit de Henry (1991) i Night Owl (filmada entre 1989-1991 i estrenada el 1993).

## Cinema
El 1992, va protagonitzar Whispers in the Dark com a John Castillo. El 1993, va aparèixer interpretant a Luigi en la pel·lícula Super Mario Bros. La pel·lícula va ser considerada un fracàs, però es va transformar en un dels seus papers més memorables i va començar la seva carrera a Hollywood. El paper va donar impuls a la seva carrera, permetent-li aconseguir altres papers còmics, a més li va aconseguir el nivell de pel·lícula de culte entre els seus seguidors. El mateix any, va tenir un paper important en Carlito's Way de Brian De Palma, interpretant al némesis de Carlito Brigant (Al Pacino): el gangster "Benny Blanco del Bronx", paper que li va servir per enriquir la seva carrera com a actor dramàtic.
Leguizamo va interpretar també a Tybalt Capulet en Romeo + Juliet (1996), a Violator en Spawn (1997), a Pestario "Pest" Vargas en The Pest (1997) i a Cholo en Land of the Dead (2005). Va tenir papers com a protagonista en To Wong Foo, Thanks for Everything! Julie Newmar (1995), interpretant a una Drag Queen; en Summer of Sam (1999) de Spike Lee, interpretant a Vinny; i en Empire, interpretant a Victor Rosa.
El 2001 va tenir un paper destacat en la reeixida pel·lícula musical Moulin Rouge!, protagonitzada per Nicole Kidman i Ewan McGregor.
Posteriorment ha posat la seva veu en cinc pel·lícules d'animació de la saga Ice Age: L'edat de gel

## Vida privada
Leguizamo es va casar amb Justine Maurer el 28 de juny de 2003 en una cerimònia catòlica-judeva. Tenen dos fills, Allegra Sky (n. 23 d'octubre de 1999) i Ryder Lee (n. 5 de desembre de 2000), i viuen a la ciutat de Nova York.
En una entrevista per la revista Playboy, Leguizamo va comentar que, malgrat que la seva esposa és jueva, estava decidit a no adherir-se a la tradició jueva de circumcidar als homes quan neixen, en el cas que tinguessin fills. Va declarar: "Parlem sobre això i jo vaig dir que de cap manera serien circumcidats, i ella s'ho va prendre bé."
Encara que en moltes biografies oficials i no oficials s'afirma que Alberto Leguizamo, pare de l'actor John Leguizamo, és porto-riqueny, aquest va revelar al Diari de Nova York que no va néixer a Puerto Rico sinó a Colòmbia. "Jo vaig pensar que John havia acabat amb això (aclarir que no era porto-riqueny). Fa dos anys vaig parlar amb ell i em va dir que ho anava a fer", va agregar Alberto Leguizamo.
En ser nomenat ambaixador del cinema colombià, títol honorari que li va donar el president Juan Manuel Santos, va reafirmar el seu interès a portar la seva colombianitat al món.

## Memòries
A l'octubre de 2006, Leguizamo va llançar un llibre amb les seves memòries: Pimps, Hos, Playa Hatas and All the Rest of My Hollywood Friends: My Life. Durant una entrevista en Late Night with Conan O'Brien, Leguizamo va comentar que les seves memòries eren molt franques sobre les seves rares experiències relacionades amb altres celebritats i companys amb els quals havia treballat. Va comentar que treballar amb Arnold Schwarzenegger en Collateral Damage va ser una de les experiències on més va gaudir com a actor. També va dir que l'accent d'Arnold li permetia dir coses que dites per uns altres serien considerades sexistes o homofòbiques, que Steven Seagal era un egotista amb tendències de diva i que Leonardo DiCaprio era un "client de prostitutes".

## Filmografia

### Com a actor
- 1984: Madonna (vídeo): Amic (segment Borderline)
- 1985: Mixed Blood: Macetero
- 1986: Miami Vice: Ivan Calderone (TV): 3 episodis
- 1988: That Burning Question
- 1989: Cors de ferro (Casualties of War): Antonio Diaz
- 1990: Street Hunter: Angel
- 1990: Gentille Alouette: Ortiz
- 1990: Revenja (Revenge): Ignacio, el cosí d'Amador
- 1990: Die Hard 2: Burke
- 1990: Madonna: The Immaculate Collection: amic (segment Borderline)
- 1991: Hangin' with the Homeboys: Johnny
- 1991: Out for Justice: noi
- 1991: A propòsit de Henry (Regarding Henry): pistoler
- 1991: N.A.P.D. Mounted (TV)
- 1992: Time Expired: Ruby
- 1992: Whispers in the Dark: John Castillo
- 1993: Night Owl: Angel
- 1993: Super Mario Bros.: Luigi
- 1993: Atrapat pel passat (Carlito's Way): Benny Blanco (del Bronx)
- 1995: Pyromaniac's Love Story: Sergio
- 1995: Extravagances: Chi-Chi Rodriguez
- 1996: Decisió executiva (Executive Decision): Capità Rat
- 1996: Fanàtic (The Fan) de Tony Scott: Manny
- 1996: Romeo + Juliet: Tybalt
- 1997: The Pest: Pestario « Pest » Vargas
- 1997: A Brother's Kiss: Lefty Louie
- 1997: Spawn: Pallasso / Violador
- 1998: Frogs for Snakes: Zip
- 1998: Body Count: Chino
- 1998: Doctor Dolittle: Rat n°2 (veu)
- 1999: Joe el rei (Joe the King): Jorge
- 1999: Summer of Sam: Vinny
- 2000: Arabian Nights (TV): El geni de la lampara / El geni de l'anell
- 2000: Titan A.E.: Gune (veu)
- 2000: The Brothers García (sèrie TV): Narrador (veu)
- 2000: King of the Jungle: Seymour
- 2001: Moulin Rouge!: Toulouse-Lautrec
- 2001: Què més pot passar? (What's the Worst That Could Happen?): Pastor
- 2002: Empire: Victor Rosa
- 2002: Danys col·laterals (Collateral Damage): Felix Ramirez
- 2002: Zig Zag: Dean
- 2002: Ice Age: Sid (veu)
- 2002: Punt of Origin (TV): Keith Lang
- 2002: Spun: Spider Mike
- 2003: Undefeated  (TV): Lex Vargas
- 2004: Crónicas: Manolo Bonilla
- 2005: Untitled David Diamond/David Weissman Project (TV)
- 2005: Urgències (TV): Dr. Victor Clemente
- 2005: Assault on Precinct 13: Beck
- 2005: The Honeymooners : Dodge
- 2005: Land of the Dead: Cholo
- 2005: Sueño: Antonio
- 2006: The Alibi de Matt Checkowski i Kurt Mattila: Hannibal
- 2006: My name is Earl- temporada 2, episodis 10 i 11: Diego
- 2006: L'Edat de gel 2: Sid (veu)
- 2006: The Groomsmen: T.C.
- 2007: Kill Point (sèrie TV): Mr Wolf
- 2007: The Babysitters: Mickael
- 2007: Miracle at St. Anna: Felix De la Pena
- 2007: Love in the Time of Cholera: Lorenzo Daza
- 2008: Fenòmens: Julian
- 2008: Nothing like the Holidays: Mauricio Rodriguez
- 2008: Paradis travel: Roger
- 2008: Righteous Kill: Inspector Perez
- 2008: The Happening: Julian
- 2009: L'Edat de gel 3: Sid (veu)
- 2009: Rabia: Jed
- 2009: The Ministers: Dante
- 2009: El jugador (Gamer) de Mark Neveldine i Brian Taylor: Freek
- 2010: Repo Men: Ashbury
- 2010: Vanishing on 7th Street: Paul
- 2011: L'innocent (The Lincoln Lawyer): Val Valenzuela
- 2012: One for the Money: Jimmy Alpha
- 2012: L'Edat de gel 4: Sid (veu)
- 2013: Kick-Ass 2 de Jeff Wadlow: Javier
- 2013: The Counselor de Ridley Scott: Randy
- 2013: Walking with Dinosaurs 3D de Barry Cook i Neil Nightingale: Alex (veu original)
- 2014: Cap: Martin
- 2014: John Wick de David Leitch i Chad Stahelski: Aurelio
- 2014: Fugly!: Jesse
- 2015: Stealing Cars de Bradley Kaplan
- 2015: Experimenter de Michael Almereyda: Taylor
- 2015: American Ultra de Nima Nourizadeh: Rosa
- 2015: Meadowland de Reed Morano: Pete
- 2016: L'Edat de gel: Les Lleis de l'Univers de Mike Thurmeier: Sid
- 2016: The Infiltrator de Brad Furman: Emir Abreu
- 2016: John Wick 2 de Chad Stahelski

### Com a productor
- 1995: House of Buggin' (sèrie TV)
- 1997: The Pest
- 1998: Freak (TV)
- 1999: Joe the King
- 1999: Nuyorican Dream
- 2000: King of the Jungle
- 2002: Empire
- 2002: Sexaholix: A Love Story (TV)
- 2003: Undefeated (TV)
- 2007: The Babysitters

### Com a guionista
- 1991: Mambo Mouth (TV)
- 1998: Freak (TV)
- 2002: Sexaholix: A Love Story (TV)

### Com a director
- 2003: Undefeated  (TV)
- 2002: Sexaholix: A Love Story (TV)
- 2003: Undefeated (TV)
- 2007: The Babysitters